# Geoffrey Grey
Geoffrey Grey, angleški skladatelj, dirigent in violinist, * 26. september 1934, Gipsy Hill, London, † 2023, Dorchester, Anglija.

## Dela
- 1956 The Tinderbox, ga Narrator, Violina in klavir

- 1958 Sonata in C (klavir)

- 1958 The Pied Piper of Hamelin (Opera pour enfants)

- 1959 A Christmas Cantata, (Boys/Girls Voicestring Orchestra)

- 1961 Sonata No.1 for Violina in klavir

- 1962 Six Cavalier Songs (High Voice in klavir)

- 1963 Capriccio pour orchestre à cordes

- 1964 Sarabande (Ballet for Sadlers Wells Opera Ballet)

- 1964 Patterns (Ballet for Sadlers Wsells Opera Ballet)

- 10. 1964 Cock Robin, Betty Botter, Lullaby for Voices (Childrens’ pieces)

- 1967 Dance-Game (Full Orch.)

- 1967 Serenade for Double w/w quintet

- 1967 String Quartet No.1

- 1968 Sonata for Brass (3Tr. 3 Tbn)

- 1968 Aria for Flûte(ou hautbois) & Piano

- 1969 Inconsequenza (for Percussion quartet)

- 1969 Flowers of the Night (Violina & Piano)

- 1969 Quintette pour vents

- 1969 Notturno (String quartet)

- 1969 Autumn ‘69 (The Prisoner) for 4 instrumental ensembles

- 1969 John Gilpin (Solo SATB & w/w quintet)

- 1970 Divertimento Pastorale (Brass quintet)

- 1970 The Autumn People (Chamber Orchestra

- 1970 Sarabande for Dead Lovers (Suite from the ballet “Sarabande”) (Full Orchestra)

- 1971 A Mirror for Cassandra (Piano, Violon, hautbois, Cor, Violoncelle)

- 1971 12 Labours of Hercules (Narrators & Full Orchestra)(Comm.NCO)

- 1972 Songs for Instruments (Septet)

- 1972 Quatuor de saxophones

- 1972 Concerto Grosso No.1 for String Orchestra

- 1972 Ceres (Ballet by Anthony Tudor)

- 1973 Summons to an Execution , Dirge, Celia (Voice & Piano)(Voice and String Orchestra

- 1974 A Dream of Dying (Soprano & Ensemble)

- 1975 March Militaire No.1 for Brass & Percussion

- 1975 Trois pièces pour deux pianos

- 1975 Concertante for 2 Solo Violins & Chamber Orchestra

- 1975 Tryptych (Large Orchestra)

- 1976 Sonate pour violoncelle & Piano

- 1977 Dreams of a Summer Afternoon ( Violon, cor & Piano)

- 1978 Song from “Death’s Jest Book” (Soprano & Piano)

- 1980 Variations pour Orchestre

- 1981 12 Etudes pour Piano.(Book 1)

- 1981 Suite pour cordes

- 1983 Sonate for Clarinette & Piano

- 1984 Contretemps (for w/w quartet)(comm.Nove Music)

- 1984 Three Songs for Soprano, Clarinet & Piano

- 1985 A Morning Raga (Double Bass & Piano)

- 1987 Sonata for Viola & Piano

- 1988 Sonata in Four Movements (Violin & Piano)

- 1988 Partita for Trumpet & Piano,

- 1988 Concerto Grosso No2. (Solo Violin & String Orchestra)(Comm.Blackheath Strings)

- 1989 10 Easy Pieces (Piano, Vln, Hrn, Oboe)

- 1996 A Bit of Singing & Dancing (Full Orch) (Comm.Dartford S/O)

- 1997 Sherzo Strepitoso (Full Orchestra)

- 1997 4 Bagatelles for 2 Flutes

- 1998 Cantar de la Siguiriya Gitana (Tenor & Piano Trio)(Comm.Jose Guerrero)

- 1999 Flowers of the Night (Arr. For Flute & Piano)

- 1999 Preamble & 5 Variations for Bassoon & Piano(Comm.John Orford)

- 2000 Partita for Trumpet & Pno. Arr.for Tr./Strings

- 2001 De Vinetas Flamencos (Tenor & Piano)(Comm. Jose Guerrero)

- 2002 Tango alla Sonata for Cor Anglais & Piano

- 2002 Threnody, Capriccio & Anthem (Oboe choir)

- 2003 The weather in the East (Flute, Clar, Bassoon & Piano)

- 2004 A Scene from Old Russia (Piano Trio)

- 2004 The Man in the Moon (a cappella SATB)

- 2004 Shine, Candle, Shine (a cappella SATB)

- 2005 The Screech-Owl(Bestiary) for piano solo.

- 2005 The Disaster (Theatre piece for multiple ensembles)

- 2005 Aubade for Oboe & Piano(Comm. Domimique Enon)

- 2006 Concertino de Printemps for Piano & Orchestra.

- 2007 Trio Concertante for Piano, Oboe & Bassoon(Comm. John Orford)

- The Seasons, (Tchaikovsky) for String Quartet

- Selection of works by Grieg for String Quartet

- Tartini Solo Sonatas for Violin & Harp

- Victorian Salon Pieces for Piano Trio

- Irish Suite for String Quartet

- Francesa da Rimini(Tchaikovsky)for 16-piece orchestra

- Sicilian Vespers Ballet Music(Verdi) for 16-piece orchestra